# Echipa națională de fotbal a Azerbaidjanului

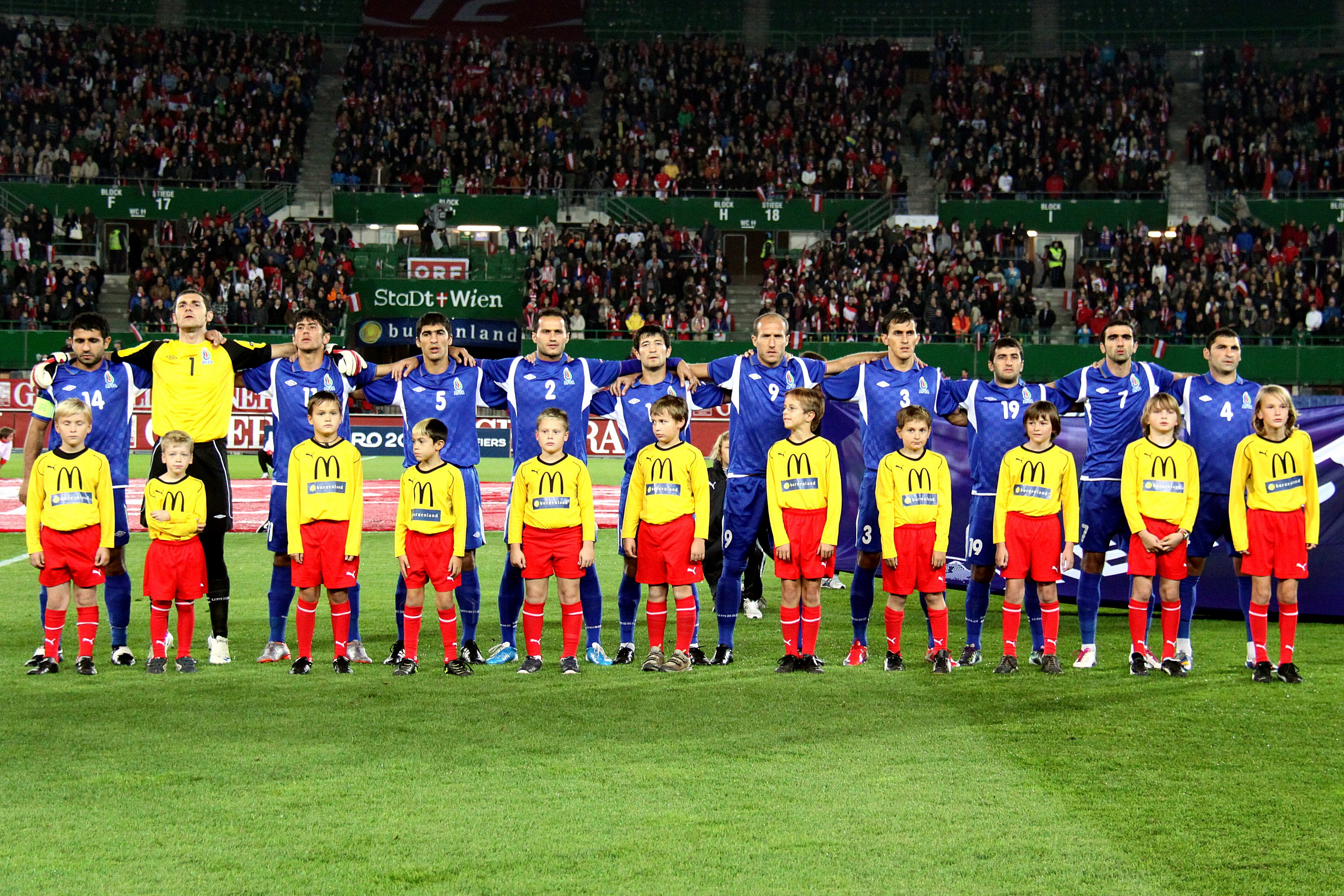
Azerbaijan (2010-10-08)

Echipa națională de fotbal a Azerbaidjanului este echipa națională de fotbal a Azerbaijan și este controlată de Asociația Federațiilor de Fotbal a Azerbaidjanului. Această echipă reprezintă Azerbaidjan în competițiile internaționale. Nu s-a calificat la nici un turneu final.

## Istorie

### Început
Primele echipe de fotbal au început să funcționeze în 1905 și reprezentau companiile petroliere din Baku. 
Echipa națională de fotbal a Azerbaidjanului a susținut primul său meci amical împotriva Georgiei și Armeniei în 1927 pentru Campionatul Transcaucazian din Georgia.
În timpul perioadei sovietice nu a jucat nici un meci.

## Lotul actual
Următorul lot a fost convocat pentru meciurile din Preliminariile Campionatului European de Fotbal 2016, cu Croația și Malta, septembrie 2015.

Date actualizate după meciul cu Malta.
| Nr. | Poz. | Jucător                  | Data nașterii (vârsta)         | Selecții | Goluri | Club                |
| --- | ---- | ------------------------ | ------------------------------ | -------- | ------ | ------------------- |
| 1   | P    | Kamran Aghayev           | 9 februarie 1986 (39 de ani)   | 56       | 0      | Karșıyaka           |
| 12  | P    | Aqil Mammadov            | 1 mai 1989 (36 de ani)         | 1        | 0      | Neftchi Baku        |
| 23  | P    | Salahat Aghayev          | 4 ianuarie 1991 (34 de ani)    | 7        | 0      | Inter Baku          |
|     |      |                          |                                |          |        |                     |
| 3   | F    | Magomed Mirzabekov       | 16 noiembrie 1990 (34 de ani)  | 3        | 0      | Gabala              |
| 4   | F    | Pavlo Pashayev           | 4 ianuarie 1988 (37 de ani)    | 0        | 0      | Metalurh Zaporizhya |
| 5   | F    | Badavi Guseynov          | 11 iulie 1991 (34 de ani)      | 21       | 0      | Qarabağ             |
| 14  | F    | Rashad Sadygov (Captain) | 16 iunie 1982 (43 de ani)      | 99       | 4      | Qarabağ             |
| 15  | F    | Ruslan Abıșov            | 10 octombrie 1987 (37 de ani)  | 45       | 4      | Gabala              |
| 16  | F    | Tarlan Guliyev           | 19 aprilie 1992 (33 de ani)    | 2        | 0      | Kapaz               |
| 21  | F    | Arif Dashdemirov         | 10 februarie 1987 (38 de ani)  | 6        | 0      | Gabala              |
|     |      |                          |                                |          |        |                     |
| 2   | M    | Gara Garayev             | 12 octombrie 1992 (32 de ani)  | 19       | 0      | Qarabağ             |
| 6   | M    | Rashad Sadiqov           | 8 octombrie 1983 (41 de ani)   | 25       | 1      | Gabala              |
| 7   | M    | Araz Abdullayev          | 18 aprilie 1992 (33 de ani)    | 16       | 0      | Neftchi Baku        |
| 8   | M    | Eddy Israfilov           | 2 august 1992 (33 de ani)      | 2        | 0      | Eibar               |
| 19  | M    | Rahid Amirguliyev        | 1 septembrie 1989 (35 de ani)  | 45       | 3      | Khazar Lankaran     |
| 20  | M    | Javid Tagiyev            | 22 iulie 1992 (33 de ani)      | 1        | 0      | Qarabağ             |
| 22  | M    | Afran Ismayilov          | 8 octombrie 1988 (36 de ani)   | 24       | 1      | Qarabağ             |
|     | M    | Joshgun Diniyev          | 13 septembrie 1995 (29 de ani) | 1        | 0      | Qarabağ             |
|     | M    | Elvin Jamalov            | 4 februarie 1995 (30 de ani)   | 0        | 0      | Gabala              |
|     |      |                          |                                |          |        |                     |
| 9   | A    | Magomed Kurbanov         | 11 aprilie 1992 (33 de ani)    | 3        | 0      | Neftchi Baku        |
| 10  | A    | Ruslan Qurbanov          | 12 septembrie 1991 (33 de ani) | 5        | 0      | Neftchi Baku        |
| 11  | A    | Rauf Aliyev              | 12 februarie 1989 (36 de ani)  | 44       | 7      | Inter Baku          |
| 13  | A    | Dimitrij Nazarov         | 4 aprilie 1990 (35 de ani)     | 12       | 3      | Karlsruhe           |
| 17  | A    | Vüqar Nadirov            | 15 iunie 1987 (38 de ani)      | 61       | 4      | Gabala              |
| 18  | A    | Elnur Jäfärov            | 28 martie 1997 (28 de ani)     | 0        | 0      | Khazar Lankaran     |

## Cele mai multe apariții
| #  | Jucător            | Anii jucați  | Apariții | Goluri |
| -- | ------------------ | ------------ | -------- | ------ |
| 1  | Aslan Kerimov      | 1994–Prezent | 76       | 0      |
| 2  | Tarlan Akhmedov    | 1992–2005    | 73       | 0      |
| 3  | Makhmud Gurbanov   | 1994–Prezent | 69       | 1      |
| 4  | Emin Agaev         | 1994–2005    | 65       | 1      |
| 5  | Gurban Gurbanov    | 1992–2006    | 65       | 12     |
| 6  | Rashad Sadygov     | 2001–Prezent | 56       | 3      |
| 7  | Emin Guliyev       | 2000–Prezent | 49       | 3      |
| 8  | Emin Imamaliev     | 2000–Prezent | 46       | 1      |
| 9  | Kamal Guliyev      | 1999-2005    | 46       | 0      |
| 10 | Vyacheslav Lichkin | 1995–2001    | 45       | 4      |

## Cei mai buni 10 marcatori
| # | Jucători           | Anii jucați  | Goluri | Apariții |
| - | ------------------ | ------------ | ------ | -------- |
| 1 | Gurban Gurbanov    | 1992–2006    | 12     | 65       |
| 2 | Zaur Tagizade      | 1997–Prezent | 6      | 40       |
| 3 | Branimir Subašić   | 2004-2008    | 6      | 26       |
| 4 | Vidadi Rzayev      | 1992–2001    | 5      | 35       |
| 5 | Farrukh Ismailov   | 1998–2006    | 5      | 32       |
| 6 | Nazim Suleymanov   | 1992–1999    | 5      | 24       |
| 7 | Vagif Javadov      | 2006–Prezent | 5      | 25       |
| 8 | Samir Aliyev       | 1997–2007    | 4      | 33       |
| 9 | Vyacheslav Lichkin | 1995–2001    | 4      | 45       |

## Foști antrenori
| Manager               | Carieră Azerbaijan | Jucate | Câștigate | Egal | Pierdute | Câștigate % |
| --------------------- | ------------------ | ------ | --------- | ---- | -------- | ----------- |
| Alakbar Mammadov      | 1992-1993          |        |           |      |          |             |
| Kazbek Tuayev         | 1993-1994          |        |           |      |          |             |
| Agaselim Mirjavadov   | 1994-1995          |        |           |      |          |             |
| Kazbek Tuayev         | 1995-1997          |        |           |      |          |             |
| Vagif Sadygov         | 1997-1998          |        |           |      |          |             |
| Ahmad Aleskerov       | 1998-2000          |        |           |      |          |             |
| Igor Ponomaryov       | 2000-2001          |        |           |      |          |             |
| Vagif Sadygov         | 2002               |        |           |      |          |             |
| Askar Abdullayev      | 2003-2004          | 2      | 1         | 1    |          |             |
| Carlos Alberto Torres | 2004-2005          | 18     | 2         | 6    | 10       | 11.11       |
| Vagif Sadygov         | 2005               | 5      | 0         | 1    | 4        | 0.00        |
| Shakhin Diniyev       | 2005-2007          | 20     | 4         | 7    | 9        | 20          |
| Gjoko Hadžievski      | 2007-2008          | 3      | 0         | 1    | 2        | 0.00        |
| Berti Vogts           | 2008–prezent       | 22     | 4         | 6    | 12       | 18.18       |

Ultima actualizare 18 noiembrie 2009